# Rừng quốc gia Boise
Rừng quốc gia Boise là một khu rừng quốc gia có diện tích 2.203.703 mẫu Anh (8,918.07 km²) của bang Idaho, Hoa Kỳ, là một phần của hệ thống rừng quốc gia Sawtooth. Được thiết lập vào ngày 1 tháng 7 năm 1908 tại một phần của Rừng Quốc gia Sawtooth, nó được quản lý bởi Dịch vụ Rừng Hoa Kỳ dưới 5 đơn vị: các cơ quan kiểm lâm Cascade, Emmett, Idaho, Lowman và Mountain Home.
The Idaho Batholith nằm dưới hầu hết rừng quốc gia Boise, tạo thành rừng Boise, sông Salmon và dãy núi phía Tây; Rừng có độ cao tối đa 9.730 feet (2.970 m) trên Núi Thép. Vải đất chung bao gồm cây thảo mộc và rừng cây vân sam; có 9.600 dặm (15.400 km) của sông suối và 15.400 mẫu Anh (62 km2) của các hồ và hồ chứa. Rừng Quốc gia Boise chứa 75 phần trăm số quần thể thuộc họ cay đắng của Sacajawea, một loài thực vật đặc hữu của Idaho.
Người Shoshone đã ở khu rừng này trước khi những người định cư châu Âu đến vào đầu thế kỷ 19. Nhiều người trong số những người định cư đầu tiên là những người đánh bắt và khai thác vàng trước khi vàng được phát hiện năm 1862. Sau những năm 1860, mỏ vàng Boise đã kết thúc, việc khai thác wolfram, bạc, antimon, và vàng tiếp tục trong rừng cho đến giữa thế kỷ XX. Tiện nghi giải trí bao gồm hơn 70 cắm trại, whitewater và Mặt nước phẳng chèo thuyền, cho thuê cabin, và 1.300 dặm (2.100 km) đường mòn để đi bộ, đi xe đạp, cưỡi ngựa, và xe off-road. Cục lâm nghiệp có mục tiêu duy trì rừng cây, phạm vi, nước, vui chơi giải trí và động vật hoang dã để sử dụng nhiều lần và năng suất bền vững của nguồn tài nguyên.

## Lịch sử
Các bằng chứng khảo cổ chỉ ra rằng nơi cư trú của con người ở Idaho bắt đầu vào cuối thời kỳ băng hà cuối: các mảnh xương khoảng 10.000 năm tuổi đã được tìm thấy trong Động Wilson Butte, một hang động lạm phát trên đồng bằng Sông Snake được cho là đã bị người bản xứ chiếm đóng cho đến khi Gần đây nhất là vào thế kỷ 17. Sự thay đổi khí hậu khoảng 7000 năm trước đã cạn kiệt khu vực Great Basin, buộc người dân Shoshone lên phía bắc vào các vùng núi của trung bộ Idaho. Hầu hết những gì ngày nay là rừng quốc gia Boise đã được người Mỹ bản địa thưa thớt, và một số địa điểm khảo cổ học, bao gồm các khu cắm trại, nơi ẩn náu đá, bãi chôn lấp, và pictograph đã được tìm thấy dọc theo sông trong khu vực. Những người buôn bán thú cưng của châu Âu lần đầu tiên đến khu vực vào đầu những năm 1800, bắt đầu với Công ty Fur Fur của John Jacob Astor vào tháng 10 năm 1811. Donald Mackenzie và Francois Payette bị mắc kẹt trong khu rừng quốc gia Boise năm 1819. Vào năm 1840, buôn bán lông thú đã kết thúc, nhưng sự di chuyển về phía tây của con đường Oregon, đã vượt qua phía nam của khu rừng, đã bắt đầu. Những người định cư đầu tiên di chuyển vào các ngọn núi vào những năm 1860 sau khi vàng được phát hiện ở Idaho, buộc nhiều người Shoshone ra ngoài và dẫn tới xung đột khắp tiểu bang, bao gồm cả chiến tranh Bannock ở miền nam Idaho.
Những người tìm kiếm vàng George Grimes và Moses Splawn là những người đầu tiên khám phá vàng trong rừng tại rạch Grimes cùng tên vào ngày 2 tháng 8 năm 1862. Những khám phá vàng sắp tới tại Rocky Bar năm 1863 và Atlanta vào năm 1864 đã làm tăng số người đến Idaho và năm 1863 Idaho Thành phố, với dân số 6.267, vượt qua Portland, Oregon là thành phố lớn nhất ở Tây Bắc Thái Bình Dương. Cuộc đổ xô vàng Idaho đã được hoàn thành vào năm 1870, và dân số của Boise Basin đã giảm từ 16.000 xuống còn 3.500. Năm 1898, chiếc nạo vét vàng đầu tiên của rừng được xây dựng tại Placerville và theo sau là một số khác. Vào năm 1951, khi những chiếc nạo vét cuối cùng đóng cửa, ít nhất 2,3 triệu ounce (65,2 triệu gram) vàng đã được sản xuất từ vùng lưu vực Boise. Bạc được khai thác dọc theo sông Crooked từ năm 1882 đến năm 1921, nhưng mỏ bạc ở Silver Mountain đã không thành công. Sau sự thiếu hụt thủy ngân trong Thế chiến II, các mỏ ở khu vực Stibnite đã trở nơi sản xuất wolfram lớn nhất và là nguồn thủy ngân lớn thứ hai. Kho lưu trữ quan trọng nhất của niobium và tantali ở Hoa Kỳ nằm ở thung lũng Bear. [13] Từ năm 1953 cho đến năm 1959 nạo vét sản xuất nano, tantali và urani đã sản xuất 12,5 triệu đô la (103 triệu đô la ngày nay). Các khoáng vật khác được khai thác trong rừng bao gồm antimon và molybden.

### Cục Rừng Hoa Kỳ
Một bức tranh toàn cảnh về các tòa nhà và các cánh đồng tại vườn ươm Peak Lucky từ một sườn đồi phía trên nó

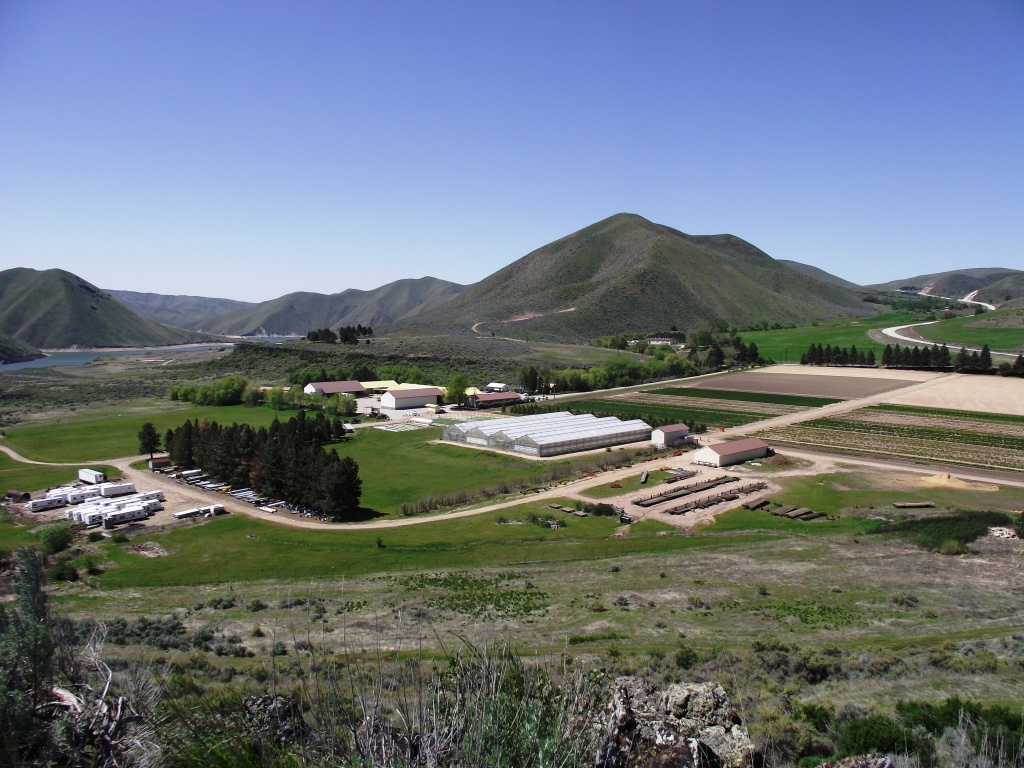
Vườn ươm Lucky Peak trồng cây phục vụ các dự án phục hồi khắp vùng Intermountain.

Rừng quốc gia Boise được tạo ra vào ngày 1 tháng 7 năm 1908 từ một phần của Rừng Quốc gia Sawtooth, và ban đầu có diện tích 1.147.360 mẫu Anh (4.643,2 km2). [3] Theo Đạo luật Khu bảo tồn Rừng năm 1891, Quốc hội Hoa Kỳ đã cho phép Tổng thống Hoa Kỳ có quyền thành lập các khu bảo tồn rừng ngoài các vùng đất công cộng phải chịu sự quản lý (nhà cửa, bán, vv) do Tổng cục Địa chính quản lý Dưới quyền của Bộ Nội vụ Hoa Kỳ năm 1849. Với việc thông qua Đạo luật Chuyển nhượng năm 1905, các khu rừng đã được chuyển sang Sở Nông nghiệp Hoa Kỳ trong Cục Rừng Hoa Kỳ mới thành lập. Rừng quốc gia Boise ngày nay được bảo vệ trước tiên như là một phần của hai khu bảo tồn rừng theo các tuyên bố của Tổng thống Theodore Roosevelt: Khu bảo tồn rừng Sawtooth (được tạo ra vào ngày 29 tháng 5 năm 1905 và mở rộng vào ngày 6 tháng 11 năm 1906) và Khu bảo tồn rừng Payette (được tạo ra vào ngày 3 tháng 6 năm 1905). Sau khi rừng được đổi tên thành rừng quốc gia vào năm 1908, Rừng Quốc gia Boise được tách ra khỏi Rừng Quốc gia Sawtooth thành rừng quốc gia độc lập. Vào ngày 1 tháng 4 năm 1944, toàn bộ khu rừng Payette được chuyển đến rừng quốc gia Boise, đồng thời các rừng quốc gia Weiser và Idaho được kết hợp để khôi phục lại rừng quốc gia Payette ngày nay, ở phía bắc rừng quốc gia Boise. Năm 1933, rừng thực nghiệm lưu vực sông Boise được xây dựng trên diện tích 8.740 acres (35,4 km2) của khu rừng gần thành phố Idaho để nghiên cứu quản lý thông ponderosa. Vườn ươm Lucky Peak được thành lập vào năm 1959 để sản xuất cây cối để trồng trên những vùng đất bị cháy hoặc bị khai thác trên các khu rừng quốc gia thuộc vùng Intermountain.
Sau khi thành lập Quân khu Bảo tồn Dân sự (CCC) vào năm 1933, 9 khu trại và 8 khu tiểu dự án đã được thành lập ở Rừng Quốc gia Boise, nhưng số trại giảm từ năm 1934 cho đến khi chương trình đóng cửa vào năm 1942. Công việc do CCC thực hiện bao gồm Ngăn chặn lửa, cải thiện môi trường sống của cá, xây dựng nhà bảo vệ, ngắm cảnh, khu cắm trại, đường sá, và các tuyến đường mòn.